# Yanbian
| Yanbian 延边州 – 연변주          | Yanbian 延边州 – 연변주                |
| -------------------------------- | -------------------------------------- |
| Yanji, Sitz der Bezirksregierung |                                        |
| Chinesische Bezeichnung          |                                        |
| Langzeichen                      | 延邊朝鮮族自治州                       |
| Kurzzeichen                      | 延边朝鲜族自治州                       |
| Pinyin                           | Yánbiān Cháoxiǎnzú Zìzhìzhōu           |
| W.G.                             | Yen-pien ch’ao-hsien-tsu tze-chih-chou |
| Koreanische Bezeichnung          |                                        |
| Hangeul                          | 연변조선족자치주                       |
| Hanja                            | 延邊朝鮮族自治州                       |
| M.R.                             | Yŏnbyŏn Chosŏnjok Chach’iju            |
| R.R.                             | Yeonbyeon Joseonjok Jachiju            |
| Lage Yanbians in China           |                                        |

Der autonome Bezirk Yanbian der Koreaner (chinesisch 延邊朝鮮族自治州 / 延边朝鲜族自治州, Pinyin Yánbiān Cháoxiǎnzú Zìzhìzhōu, kurz 延邊州 / 延边州,  Yánbiān zhōu) liegt im Osten der chinesischen Provinz Jilin an der Grenze zu Nordkorea (DVRK). Seine Hauptstadt ist Yanji. Yanbian hat eine Fläche von 43.508 km² und 1.982.464 Einwohner (Stand: Zensus 2020).

## Administrative Gliederung
Der autonome Bezirk setzt sich aus sechs kreisfreien Städten und zwei Kreisen zusammen:
| Name     | Ebene | 中文   | Pinyin        | Hangeul | M.R.       | A [km²] | Einw. (Stand: Zensus 2010) | Anmerkungen                                       |
| -------- | ----- | ------ | ------------- | ------- | ---------- | ------- | -------------------------- | ------------------------------------------------- |
| Yanji    | Stadt | 延吉市 | Yánjí Shì     | 연길    | Yŏngil     | 1332    | 562.959                    | –                                                 |
| Helong   | Stadt | 和龙市 | Hélóng Shì    | 화룡    | Hwaryong   | 5069    | 189.532                    | seit 1993 kreisfrei                               |
| Tumen    | Stadt | 图们市 | Túmén Shì     | 도문    | Tomun      | 1143    | 134.452                    | seit 1965 kreisfrei                               |
| Longjing | Stadt | 龙井市 | Lóngjǐng Shì  | 룡정    | Ryongjŏng  | 2592    | 177.234                    | seit 1987 kreisfrei; 142,5 km Grenze mit der DVRK |
| Hunchun  | Stadt | 珲春市 | Húnchūn Shì   | 혼춘    | Honch’un   | 5145    | 241.777                    | seit 1983 kreisfrei                               |
| Dunhua   | Stadt | 敦化市 | Dūnhuà Shì    | 돈화    | Tonhwa     | 11.963  | 483.464                    | seit 1985 kreisfrei                               |
| Antu     | Kreis | 安图县 | Āntú Xiàn     | 안도    | Ando       | 7444    | 225.987                    | –                                                 |
| Wangqing | Kreis | 汪清县 | Wāngqīng Xiàn | 왕청    | Wangch’ŏng | 8994    | 255.411                    | –                                                 |

Quelle: 延边州行政区划 – Verwaltungsplanung des Bezirks Yanbian

## Ethnische Gliederung
Bei der Volkszählung im Jahre 2000 hatte Yanbian insgesamt 2.209.646 Einwohner und eine Bevölkerungsdichte von 50,73 Einwohnern je km². Die ca. 800.000 Koreaner werden Chaoxianzu – chin. 朝鲜族, kor. 조선족 Joseonjok, deutsch ‚Koreanische Volksgruppe‘ – genannt.
| Name des Volkes | Einwohner | Anteil  |
| --------------- | --------- | ------- |
| Han             | 1.341.175 | 60,70 % |
| Koreaner        | 801.210   | 36,26 % |
| Mandschu        | 56.970    | 2,58 %  |
| Hui             | 6.732     | 0,30 %  |
| Mongolen        | 2.613     | 0,12 %  |
| Sonstige        | 946       | 0,04 %  |